# Bügd Najramdach Mongol
Bügd Najramadacha Mongol är Mongoliets nationalsång.  Musiken är komponerad av Bilegiin Damdinsüren (1919 - 1991) och Luvsanyamts Murdorj (1915 - 1996). Texten skrevs av Tsendiin Damdinsüren (1908 - 1988). Bügd Najramadacha Mongol har använts som mongolisk nationalsång 1950-1962. Den togs åter i bruk 1991, dock utan andra versen som hyllar några framstående kommunister.